# Бодхичита
В будизма бодхичи́та (санскрит: बोधिचित्त, кит.: 菩提心, putixin; яп. bodaishin, тибетски:བྱང་ཆུབ་ཀྱི་སེམས་, уайли: byang chub kyi sems, jang chub sem, монголски: бодь сэтгэл) – „просветлен ум“, който се стреми към просветление и състрадание към всички живи същества.

## Етимология
Етимологично, думата е комбинация от санскритските думи бодхи и чита. Бодхи означава „пробуждане“ или „просветление“. Чита се извлича от санскритския корен чит, и означава „това, което е в съзнание“ – ум или съзнание. Бодхичита може да се преведе като „пробуден ум“ или „ум на просветлението“.

## Определение
Бодхичитта е намерението да се постигне върховно просветление (Трикая) възможно най-бързо, така че да може практикуващия да облагодетелства многобройните същества. Човек, който има бодхичита като основна мотивация за всички от неговите или нейни действия се нарича бодхисатва.
Бодхичитта е обединение на състрадание и мъдрост. Това е развитие на понятието на сияещия ум в Пали канона.
Бодхичита също така означава стремежа, от една страна да се носи щастие на всички чувстващи същества, а от друга страна да ги освобождава от страданието.
Терминът бодхичитта в най-пълния смисъл на думата съчетава две неща:
- възникването на спонтанно и неограничено състрадание към всички живи същества, и
- отпадането на привързаността към илюзията за самостоятелно присъщо съществуване.

## Нива на бодхичита
Може да се направи разграничение между абсолютна и относителна бодхичита:
- Относителна бодхичита се отнася до състояние на ума, в който практикуващият работи за благото на всички същества, сякаш е негово собствено.
- Абсолютната или Върховна бодхичита се отнася до мъдростта на шунята (шунята, санскритски термин често се превежда като „пустота“).[5]

Въпреки че системите за класификация, се различават (някои школи, които отричат даже всяко концептуализиране на пътя към състоянието на Буда), например в жълтошапковите школи твърдят, че с бодхичитта човек навлиза в пътя на натрупването.
1. Стремеж да се постигне просветление за благото на всички същества. Традиционна фраза изразяваща стремежа към пробуждане и същността на бодхичита: „Да стана Буда за благото на всички живи същества“.
2. В контекста на Дзогчен – изначалната будност на ума е синоним на термина ригпа.

Бодхисатва е този, който е зародил в себе си бодхичита.
Според тибетската традиция духът към просветление се разглежда в два аспекта – проявяващ се на преден план (относителен) и окончателен (абсолютен).
Духът на просветление, проявяващ се на преден план, се разделя на две фази:
1. пораждащото се от безграничното състрадание решение и желание да се постигне Нирвана за благото на всички живи същества;
2. навлизането в същинска медитация, чиято цел е да бъдат овладени съответните средства, необходими за овладяване на пътя на бодхисатва.

Окончателният дух на просветлението се разбира като вникване в пустата природа (Шунята) на явленията.
Различните методи за събуждане духа на просветлението водят от Атиша и посредством неговата традиция Кадам достигат до всички останали направления на тибетския будизъм.